# Список анімаційних фільмів студії Київнаукфільм
У цьому списку наведені всі анімаційні фільми студії Київнаукфільм з 1961 до своєї реорганізації у 1991—1992 роках.
Кіностудія «Київнаукфільм» спеціалізувалася на виробництві документально-наукових (з 1941) та анімаційних (з 1959 року) фільмів.

## 1960-ті
| Фільм                              | Режисер                           | Нагороди |
| ---------------------------------- | --------------------------------- | --- |
| 1961                               |                                   | |
| Веснянка                           | Ніна Василенко                    | |
| Пригоди Перця                      | Іполит Лазарчук, Ірина Гурвич     | Перший мультфільм студії |
| 1962                               |                                   | |
| Пушок і Дружок                     | Ніна Василенко                    | |
| П'яні вовки                        | Іполит Лазарчук                   | |
| Супутниця королеви                 | Ірина Гурвич                      | |
| 1963                               |                                   | |
| Веселий художник                   | Ніна Василенко                    | |
| Заєць та їжак                      | Ірина Гурвич                      | |
| Золоте яєчко                       | Іполит Лазарчук                   | |
| Непосида, М'якуш і Нетак           | Ніна Василенко                    | |
| 1964                               |                                   | |
| Водопровід на город                | Ніна Василенко                    | |
| Лелеченя                           | Ірина Гурвич                      | |
| Мишко + Машка                      | Іполит Лазарчук                   | |
| Невмивака                          | Марк Драйцун, Борис Храневич      | |
| Таємниця чорного короля            | Давид Черкаський                  | Міжнародний кінофестиваль у м. Мамая, Румунія — Премія за «Найкращий дебют», 1964                                                                           |
| 1965                               |                                   | |
| Життя навпіл                       | Іполит Лазарчук                   | |
| Зелена кнопка                      | Ірина Гурвич                      | |
| Казка про царевича і трьох лікарів | Оксана Ткаченко                   | |
| Микита Кожум'яка                   | Ніна Василенко                    | ІІ ВКФ, Київ, 1966 — Диплом журі |
| 1966                               |                                   | |
| Ведмедик і той, що живе в річці    | Алла Грачова                      | ІІ міжнародний фестиваль дитячих фільмів у м. Ґотвальдов (ЧССР), 1967 — Ґран-прі «Золота туфелька» і премія СИДАЛЬК — Бронзова медаль за намальований фільм |
| Злісний розтрощувач яєць           | Ірина Гурвич                      | |
| Літери з ящика радиста             | Володимир Пекар, Володимир Попов  | |
| Маруся Богуславка                  | Ніна Василенко                    | |
| Осколки                            | Іполит Лазарчук, Євген Сивокінь   | |
| Чому у півня короткі штанці        | Іполит Лазарчук, Цезар Оршанський | |
| 1967                               |                                   | |
| Зенітка                            | Ірина Гурвич                      | |
| Колумб пристає до берега           | Давид Черкаський                  | |
| Як козаки куліш варили             | Володимир Дахно                   | |
| Легенда про полум'яне серце        | Ірина Гурвич                      | Премія зонального огляду, Єреван, 1968 |
| Пісенька в лісі                    | Алла Грачова                      | ВКФ, 1968 — Друга премія |
| Розпатланий горобець               | Алла Грачова                      | |
| Тяв і Гав                          | Ніна Василенко                    | |
| 1968                               |                                   | |
| Івасик-Телесик                     | Леонід Зарубін                    | |
| Казка про місячне світло           | Ірина Гурвич                      | |
| Камінь на дорозі: Демагог          | Володимир Гончаров                | |
| Камінь на дорозі: Камінь на дорозі | Володимир Гончаров                | |
| Камінь на дорозі: Колона           | Єфрен Пружанський                 | |
| Камінь на дорозі: Суперечка        | Володимир Дахно                   | |
| Людина, що вміла літати            | Євген Сивокінь                    | |
| Музичні малюнки                    | Ніна Василенко                    | «Прометей», 1969 — Диплом |
| Осіння риболовля                   | Алла Грачова                      | |
| Опудало                            | Ірина Гурвич                      | |
| Подарунок                          | Леонід Зарубін                    | Перший ляльковий мультфільм студії |
| 1969                               |                                   | |
| Кит і кіт                          | Ірина Гурвич                      | |
| Кримська легенда                   | Алла Грачова                      | |
| Людина, яка вміла робити дива      | Єфрем Пружанський                 | |
| Марс ХХ                            | Ірина Гурвич                      | |
| Містерія-буф                       | Давид Черкаський                  | |
| Пригоди козака Енея                | Ніна Василенко                    | |
| Страшний звір                      | Леонід Зарубін                    | |
| Як козак щастя шукав               | Володимир Дахно                   | |

## 1970-ті
| Фільм                                                            | Режисер                       | Нагороди |
| ---------------------------------------------------------------- | ----------------------------- | --- |
| 1970                                                             |                               | |
| Журавлик                                                         | Ірина Гурвич                  | |
| Казка про доброго носорога                                       | Євген Сивокінь                | |
| Каченя Тім                                                       | Цезар Оршанський              | |
| Короткі історії                                                  | Давид Черкаський              | |
| Котигорошко                                                      | Борис Храневич                | |
| Некмітливий горобець                                             | Ніна Василенко                | |
| Хлопчик і хмаринка                                               | Алла Грачова                  | |
| Чарівні окуляри                                                  | Єфрем Пружанський             | |
| Як їжачок шубку міняв                                            | Леонід Зарубін                | |
| Як козаки у футбол грали                                         | Володимир Дахно               | |
| 1971                                                             |                               | |
| Вася і динозавр                                                  | Валентина Костилєва           | |
| День восьмий, або перший урок мислення                           | Володимир Дахно               | |
| Дивовижне китеня                                                 | Ірина Гурвич                  | |
| Жахлива ніч Фоми Замикалкіна                                     | Борис Храневич                | МФ фільмів з техніки безпеки (ЧССР), 1972 — Срібна медаль                                                    |
| Зустріч, що не відбулась                                         | Цезар Оршанський              | |
| Кульбаба — товсті щоки                                           | Алла Грачова                  | |
| Моя хата скраю                                                   | Єфрем Пружанський             | |
| Про смугасте слоненя                                             | Ірина Гурвич                  | |
| Солом'яний бичок                                                 | Леонід Зарубін                | |
| Страшний, сірий, кудлатий                                        | Алла Грачова                  | |
| Чарівник Ох                                                      | Давид Черкаський              | «Молодість», 1972 — Приз за найкращий короткометражний фільм                                                 |
| 1972                                                             |                               | |
| А ви, друзі, як не сідайте…                                      | Цезар Оршанський              | |
| Бегемот та сонце                                                 | Леонід Зарубін                | |
| Братик Кролик та братик Лис                                      | Тадеуш Павленко               | |
| Дріб                                                             | Євген Сивокінь                | |
| Зубна билиця                                                     | Володимир Дахно               | |
| Навколо світу мимоволі                                           | Давид Черкаський              | |
| Про порося, яке вміло грати у шашки                              | Леонід Зарубін                | |
| Сказання про Ігорів похід                                        | Ніна Василенко                | МФ короткометражних фільмів (Ньйон), 1972 — Спеціальна премія журі                                           |
| Створення мікросвіту                                             | Єфрем Пружанський             | |
| Тигреня в чайнику                                                | Алла Грачова                  | |
| Як жінки чоловіків продавали                                     | Ірина Гурвич                  | «Заґреб», 1974 — Спеціальна премія журі за музику МКФ анімаційних фільмів (Нью-Йорк), 1974 — Почесний диплом |
| 1973                                                             |                               | |
| Була у слона мрія                                                | Борис Храневич                | |
| Веселе курча                                                     | Цезар Оршанський              | |
| Зайченя заблукало                                                | Володимир Гончаров            | |
| Мишеня, яке хотіло бути схожим на людину                         | Леонід Зарубін                | |
| Парасолька на полюванні                                          | Тадеуш Павленко               | |
| Парасолька на риболовлі                                          | Єфрем Пружанський             | |
| Пригоди жирафки                                                  | Ірина Гурвич                  | |
| Таємниця країни суниць                                           | Алла Грачова, Костянтин Чикін | |
| Теплий хліб                                                      | Ірина Гурвич                  | |
| Чому у ялинки колючі хвоїнки                                     | Ніна Василенко                | |
| Як козаки наречених визволяли                                    | Володимир Дахно               | МФ короткометражних фільмів (Ньйон), 1973 — Срібний сестерцій                                                |
| 1974                                                             |                               | |
| Вересовий мед                                                    | Ірина Гурвич                  | |
| Грай, моя сопілочко                                              | Єфрем Пружанський             | |
| Диво-мороз                                                       | Цезар Оршанський              | |
| Зелена пігулка                                                   | Юрій Скирда                   | |
| Казка про білу крижинку                                          | Євген Сивокінь                | |
| Казка про яблуню                                                 | Єфрем Пружанський             | |
| Кіт Базиліо і мишеня Пік                                         | Костянтин Чикін               | |
| Людина і слово                                                   | Євген Сивокінь                | ВКФ, 1974 — Друга премія                                                                                     |
| Ниточка і кошеня                                                 | Валентина Костилєва           | |
| Оленятко — білі ріжки                                            | Леонід Зарубін                | |
| Півник і сонечко                                                 | Борис Храневич                | |
| Пригоди малюка Гіпопо                                            | Володимир Гончаров            | |
| У світі пернатих                                                 | Володимир Дахно               | |
| Хлопчик з вуздечкою                                              | Ніна Василенко                | |
| Що на що схоже                                                   | Володимир Дахно               | |
| 1975                                                             |                               | |
| А нам допоможе робот...                                          | Леонід Зарубін                | |
| Історія з одиницею                                               | Юрій Скирда                   | |
| Казки про машини                                                 | Валентина Костилєва           | |
| Казки райського саду                                             | Борис Храневич                | |
| Найдорожчий малюнок                                              | Єфрем Пружанський             | |
| Ніколи! Ніколи!                                                  | Костянин Чикін                | |
| Обережно — нерви!                                                | Євген Сивокінь                | |
| Парасолька і автомобіль                                          | Цезар Оршанський              | |
| Салют                                                            | Ірина Гурвич                  | |
| Так тримати!                                                     | Тадеуш Павленко               | |
| Чотири нерозлучні таргани та цвіркунець                          | Володимир Гончаров            | |
| Як їжачок і ведмедик зустрічали Новий Рік                        | Алла Грачова                  | |
| Як козаки сіль купували                                          | Володимир Дахно               | |
| Якого рожна хочеться?                                            | Давид Черкаський              | МКФ (Краків), 1976 — Почесний диплом ВКФ (Київ), 1976 — Приз за найкращий мультиплікаційний фільм            |
| 1976                                                             |                               | |
| Будьонівка                                                       | Тадеуш Павленко               | ВКФ, 1977 — Диплом журі                                                                                      |
| Двері                                                            | Євген Сивокінь                | |
| Казка про жадібність                                             | Борис Храневич                | |
| Козлик та його горе                                              | Леонід Зарубін                | |
| Козлик та ослик                                                  | Леонід Зарубін                | |
| Кошеня на ім'я Гав (випуск 1)                                    | Лев Атаманов                  | |
| Лісова пісня                                                     | Алла Грачова                  | |
| Музичні казки                                                    | Цезар Оршанський              | |
| Парасолька стає дружинником                                      | Цезар Оршанський              | |
| Пригоди капітана Врунгеля (с. 1-3)                               | Давид Черкаський              | ВКФ телефільмів (Єреван) — Приз; МКФ телефільмів (ЧССР) — Приз                                               |
| Справа доручається детективу Тедді. Справа № 001: Бурий та Білий | Володимир Дахно               | |
| Тато, мама і золота рибка                                        | Валентина Костилєва           | |
| Як годували ведмежа                                              | Єфрем Пружанський             | |
| Як чоловіки жінок провчили                                       | Ірина Гурвич                  | |
| 1977                                                             |                               | |
| Альошка і Валет                                                  | Ігор Негреску                 | |
| Жовтневий марш                                                   | Тадеуш Павленко               | |
| Казка про Івана, пана та злидні                                  | Роман Адамович                | |
| Кошеня на ім'я Гав (випуск 2)                                    | Лев Атаманов                  | |
| Лисичка з качалкою                                               | Борис Храневич                | |
| Найголовніший горобець                                           | Володимир Дахно               | |
| Нікудишко                                                        | Леонід Зарубін                | |
| Парасолька на модному курорті                                    | Юрій Скирда                   | |
| Пригоди капітана Врунгеля (с. 4-6)                               | Давид Черкаський              | |
| Пригоди коваля Вакули                                            | Євген Сивокінь                | |
| Справжній ведмедик                                               | Анатолій Кирик                | |
| Тяп-ляп                                                          | Володими Гончаров             | |
| Хто в лісі хазяїн?                                               | Валентина Костилєва           | |
| Чому у віслюка довгі вуха                                        | Ірина Гурвич                  | |
| Як песик і кошеня мили підлогу                                   | Алла Грачова                  | |
| 1978                                                             |                               | |
| Ватажок                                                          | Костянтин Чикін               | |
| Відкритий лист селезня                                           | Борис Храневич                | |
| Казка про Чугайстра                                              | Єфрем Пружанський             | |
| Курча в клітиночку                                               | Леонід Зарубін                | |
| Нічні капітани                                                   | Ірина Гурвич                  | |
| Паперовий змій                                                   | Анатолій Кирик                | |
| Перша зима                                                       | Цезар Оршанський              | |
| Пригоди капітана Врунгеля (с. 7-9)                               | Давид Черкаський              | |
| Свара                                                            | Валентина Костилєва           | |
| Хто отримає ананас?                                              | Олена Баринова                | ВДНГ (Москва), 1979 — Бронзова медаль                                                                        |
| Як козаки олімпійцями стали                                      | Володимир Дахно               | МФ спортивних фільмів (Ленінград), 1979 — Бронзова медаль                                                    |
| Якщо падають зірки...                                            | Алла Грачова                  | |
| 1979                                                             |                               | |
| Грицькові книжки                                                 | Єфрем Пружанський             | |
| Золоторогий олень                                                | Тадеуш Павленко               | |
| Казка про чудесного лікаря                                       | Леонід Зарубін                | |
| Квітка папороті                                                  | Алла Грачова                  | |
| Кольорове молоко                                                 | Валентина Костилєва           | |
| Кошеня                                                           | Анатолій Кирик                | |
| Кошеня на ім'я Гав (випуск 3)                                    | Лев Атаманов                  | |
| Лінь                                                             | Євген Сивокінь                | ВКФ (Душанбе), 1980 — Диплом журі                                                                            |
| Люлька миру                                                      | Ірина Гурвич                  | |
| Похід                                                            | Юрій Скирда                   | |
| Пригоди капітана Врунгеля (с. 10-13)                             | Давид Черкаський              | |
| Як козаки мушкетерам допомагали                                  | Володимир Дахно               | |
| Як несли стіл                                                    | Цезар Оршанський              | |

## 1980-ті
| Фільм                                                | Режисер                          | Нагороди |
| ---------------------------------------------------- | -------------------------------- | --- |
| 1980                                                 |                                  | |
| Золота липа                                          | Цезар Оршанський                 | |
| Каїнові сльози                                       | Тадеуш Павленко                  | |
| Капітошка                                            | Борис Храневич                   | |
| Коли зустрічаються двоє                              | Єфрем Пружанський                | |
| Кошеня на ім'я Гав (випуск 4)                        | Лев Атаманов                     | |
| Одного разу я прийшов додому                         | Ірина Гурвич                     | |
| Парасолька в цирку                                   | Володимир Дахно                  | |
| Пиріг зі сміяницею                                   | Олена Баринова                   | |
| Пригода на дачі                                      | Валентина Костилєва              | |
| Соняшонок, Андрійко і пітьма                         | Леонід Зарубін                   | |
| Таємниця приворотного зілля                          | Євген Сивокінь                   | |
| Фламандський хлопчик                                 | Анатолій Кирик                   | |
| Чумацький шлях                                       | Володимир Гончаров               | ВКФ, 1981 — Диплом журі                                                                                         |
| 1981                                                 |                                  | |
| Аліса в Країні чудес (с. 1-3)                        | Єфрем Пружанський                | |
| Ванька Жуков                                         | Леонід Зарубін                   | |
| Гарячі зорі                                          | Юрій Скирда                      | |
| Жили собі матрьошки                                  | Цезар Оршанський                 | |
| Золоте курча                                         | Олена Баринова                   | |
| І сестра їх Либідь                                   | Володимир Гончаров               | |
| Крилатий майстер                                     | Валентина Костилєва              | |
| Нещаслива зірка                                      | Євген Сивокінь                   | |
| Партизанська снігуронька                             | Ірина Гурвич                     | |
| Про великих та маленьких                             | Борис Храневич                   | |
| Сезон полювання                                      | Олександр Вікен                  | ВКФ (Таллінн), 1982 — Диплом журі                                                                               |
| Сімейний марафон                                     | Володимир Дахно                  | ВФ спортивних фільмів (Каунас), 1983 — Срібна медаль                                                            |
| Сонячний коровай                                     | Алла Грачова                     | |
| 1982                                                 |                                  | |
| Аліса в Задзеркаллі                                  | Єфрем Пружанський                | |
| Ба-бу-ся!                                            | Олена Баринова                   | |
| Весілля Свічки                                       | Тадеуш Павленко                  | |
| Дощику, дощику, припусти!                            | Борис Храневич                   | |
| Дуже давня казка                                     | Вадентина Костилєва, Юрій Скирда | |
| Журавлик                                             | Анатолій Кирик                   | |
| Колосок                                              | Леонід Зарубін                   | |
| Кошеня на ім'я Гав (випуск 5)                        | Лев Атаманов                     | |
| Країна Лічилія                                       | Євген Сивокінь                   | |
| Лис і дрізд                                          | Володимир Дахно                  | |
| Малята-мишенята                                      | Тадеуш Павленко                  | |
| Плутанина                                            | Ірина Гурвич                     | |
| Три Івани                                            | Цезар Оршанський                 | |
| Черевички                                            | Алла Грачова                     | |
| 1983                                                 |                                  | |
| День, коли щастить                                   | Валентина Костилєва              | |
| Дерево і кішка                                       | Євген Сивокінь                   | |
| Жар-птиця                                            | Цезар Оршанський                 | |
| Жили-були думки                                      | Володимир Гончаров               | |
| Крила                                                | Давид Черкаський                 | |
| Людина в футлярі                                     | Леонід Зарубін                   | |
| Миколине багатство                                   | Борис Храневич                   | |
| О, море, море!                                       | Єфим Гамбург                     | |
| Посилка з Бомбея                                     | Ірина Гурвич                     | |
| Послуга                                              | Олександр Вікен                  | |
| Про мишеня, яке хотіло стати сильним                 | Тадеуш Павленко                  | |
| Савушкін, який не вірив у дива                       | Олена Баринова                   | ВКФ (Київ), 1984 — Друга премія                                                                                 |
| Солдатська казка                                     | Алла Грачова                     | |
| 1984                                                 |                                  | |
| Двоє справедливих курчат                             | Леонід Зарубін                   | |
| Джордано Бруно                                       | Володимир Гончаров               | |
| Зустріч                                              | Михайло Титов                    | |
| Казка про карасів, зайця і бублики                   | Валентина Костилєва              | |
| Колискова                                            | Ірина Гурвич                     | ВКФ (Київ), 1984 — Диплом журі                                                                                  |
| Лікар Айболить (с. 1-4)                              | Давид Черкаський                 | |
| Погляд                                               | Євген Сивокінь                   | |
| Про всіх на світі                                    | Єфрем Пружанський                | |
| Старий і півень                                      | Цезар Оршанський                 | |
| Твій люблячий друг                                   | Олена Баринова                   | |
| Як було написано першого листа                       | Анатолій Кирик                   | |
| Як козаки на весіллі гуляли                          | Володимир Дахно                  | |
| Як Петрик П'яточкін слоників рахував                 | Олександр Вікен                  | |
| 1985                                                 |                                  | |
| Відчайдушний кіт Васька                              | Олександр Вікен                  | |
| Гра                                                  | Ірина Гурвич                     | «Ансі», 1987 — Диплом                                                                                           |
| Дівчинка та зайці                                    | Алла Грачова                     | |
| Жили-пили                                            | Тадеуш Павленко                  | |
| Іванко та воронячий цар                              | Борис Храневич                   | |
| Із життя пернатих                                    | Володимир Дахно                  | |
| Ладоньки, ладоньки                                   | Валентина Костилєва              | |
| Лікар Айболить (с. 5)                                | Давид Черкаський                 | |
| Людина і лев                                         | Леонід Зарубін                   | |
| Ненаписаний лист                                     | Євген Сивокінь                   | «Хіросіма», 1987 — Диплом                                                                                       |
| Сампо з Лапландії                                    | Єфрем Пружанський                | |
| Сонечко і снігові чоловічки                          | Володимир Гончаров               | |
| Як їжачок і медвежа міняли небо                      | Наталія Марченкова               | |
| 1986                                                 |                                  | |
| Альтернатива                                         | Володимир Гончаров               | |
| Батькова наука                                       | Цезар Оршанський                 | |
| Бій                                                  | Михайло Титов                    | |
| Ґаврош                                               | Ірина Гурвич                     | |
| Знахідка                                             | Борис Храневич                   | |
| Золотий цвях                                         | Анатолій Кирик                   | |
| Історія про дівчинку, яка наступила на хліб          | Алла Грачова                     | |
| Морозики-морози                                      | Леонід Зарубін                   | |
| Острів скарбів (ч.1)                                 | Давид Черкаський                 | ВФ телевізійних фільмів (Мінськ), 1987 — Великий приз МКФ телевізійних фільмів (ЧССР) — Перший приз             |
| Працьовита старенька                                 | Єфрем Пружанський                | |
| Про бегемота на ім'я Ну-й-нехай                      | Валентина Костилєва              | |
| Різнокольорова історія                               | Тадеуш Павленко                  | |
| Справа доручається детективу Тедді. Космічна загадка | Володимир Дахно                  | |
| 1987                                                 |                                  | |
| Біла арена                                           | Ірина Гурвич                     | |
| Велика подорож                                       | Валентина Костилєва              | |
| Вікно                                                | Євген Сивокінь                   | |
| Друзі мої, де ви?                                    | Тадеуш Павленко                  | |
| Кам'яна доба                                         | Володимир Гончаров               | |
| Людина з дитячим акцентом                            | Олександр Вікен                  | Варна — Приз за найкращий дитячий фільм                                                                         |
| Пісковий годинник                                    | Єфрем Пружанський                | |
| Самовар Іван Іванич                                  | Цезар Оршанський                 | |
| Старий швець                                         | Леонід Зарубін                   | |
| Твір про дідуся                                      | Наталія Марченкова               | |
| Чудасія                                              | Борис Храневич                   | |
| Як козаки інопланетян зустрічали                     | Володимир Дахно                  | |
| 1988                                                 |                                  | |
| Де ти, мій коню?..                                   | Єфрем Пружанський                | |
| Дострибни до хмаринки                                | Борис Храневич                   | |
| З життя олівців                                      | Валентина Костилєва              | |
| Їжачок і дівчинка                                    | Алла Грачова                     | |
| Король черепах                                       | Цезар Оршанський                 | |
| Ми — жінки. Колода                                   | Сергій Кушнеров                  | |
| Ми — жінки. Найгарніша                               | Олена Касавіна                   | |
| Ми — жінки. Солодке життя                            | Людмила Ткачикова                | |
| Ой, куди ж ти їдеш?                                  | Ірина Гурвич                     | |
| Острів скарбів (ч. 2)                                | Давид Черкаський                 | ВКФ анімаційного кіно (Київ), 1989 — Приз за найкращий повнометражний фільм МКФ ТВ фільмів (ЧССР) — Перший приз |
| Правда великим планом                                | Володимир Гончаров               | |
| Розгардіяш                                           | Леонід Зарубін                   | |
| Смерть урядовця                                      | Олександр Вікен                  | |
| Страшна помста (с. 1-2)                              | Михайло Титов                    | |
| Що тут коїться іще?!!                                | Наталія Марченкова               | |
| 1989                                                 |                                  | |
| Івасик-Телесик                                       | Алла Грачова                     | |
| Мозаїка (інструкція до гри)                          | Володимир Врублевський           | |
| Моя сім'я                                            | Наталія Марченкова               | |
| Недоколисана                                         | Ірина Гурвич                     | |
| Неслухняна мама                                      | Тадеуш Павленко                  | |
| Осінній вальс                                        | Юрій Скирда                      | |
| Останній бій                                         | Олександр Вікен                  | |
| Повертайся, Капітошко!                               | Борис Храневич                   | |
| Старовинна балада                                    | Валентина Костилєва              | |
| Три Паньки                                           | Єфрем Пружанський                | |
| Чому дядечко Джем шкутильгає                         | Євген Сивокінь                   | |

## 1990-ті
| Фільм                 | Режисер             | Нагороди |
| --------------------- | ------------------- | -------- |
| 1990                  |                     |          |
| Горщик-сміхотун       | Борис Храневич      |          |
| Дерев'яні чоловічки   | Леонід Зарубін      |          |
| Мотузочка             | Валентина Костилєва |          |
| Навколо шахів         | Тадеуш Павленко     |          |
| Три Паньки хазяйнують | Єфрем Пружанський   |          |

## Виноски
1. ↑  Спільно з кіностудією Союзмультфільм.